# موریس اوهانا
موریس اوهانا (به فرانسوی: Maurice Ohana) آهنگساز فرانسوی در ۱۲ ژوئن ۱۹۱۳ در کازابلانکا زاده شد و در ۱۳ نوامبر ۱۹۹۲ در پاریس در گذشت.

## برخی از آثار
- ۲۴ پرلود برای پیانو
- آرامگاه دبوسی
- شماره‌ها
- مس

## شنیدن آثار
- youtube
- بخشی از آثار